# Malta na Mistrzostwach Świata w Lekkoatletyce 2013
Malta na Mistrzostwach Świata w Lekkoatletyce 2013 – reprezentacja Malty podczas Mistrzostw Świata w Moskwie liczyła 1 zawodnika, który nie zdobył medalu.

## Występy reprezentantów Malty
| Konkurencja            | Zawodnik    | Runda 1  | Runda 1 | Półfinał | Półfinał | Finał    | Finał   |
| Konkurencja            | Zawodnik    | Rezultat | Pozycja | Rezultat | Pozycja  | Rezultat | Pozycja |
| ---------------------- | ----------- | -------- | ------- | -------- | -------- | -------- | ------- |
| Bieg na 400 m mężczyzn | Kevin Moore | 47,52    | 28.     | NQ       | NQ       | NQ       | NQ      |